# Передача «винт — гайка»

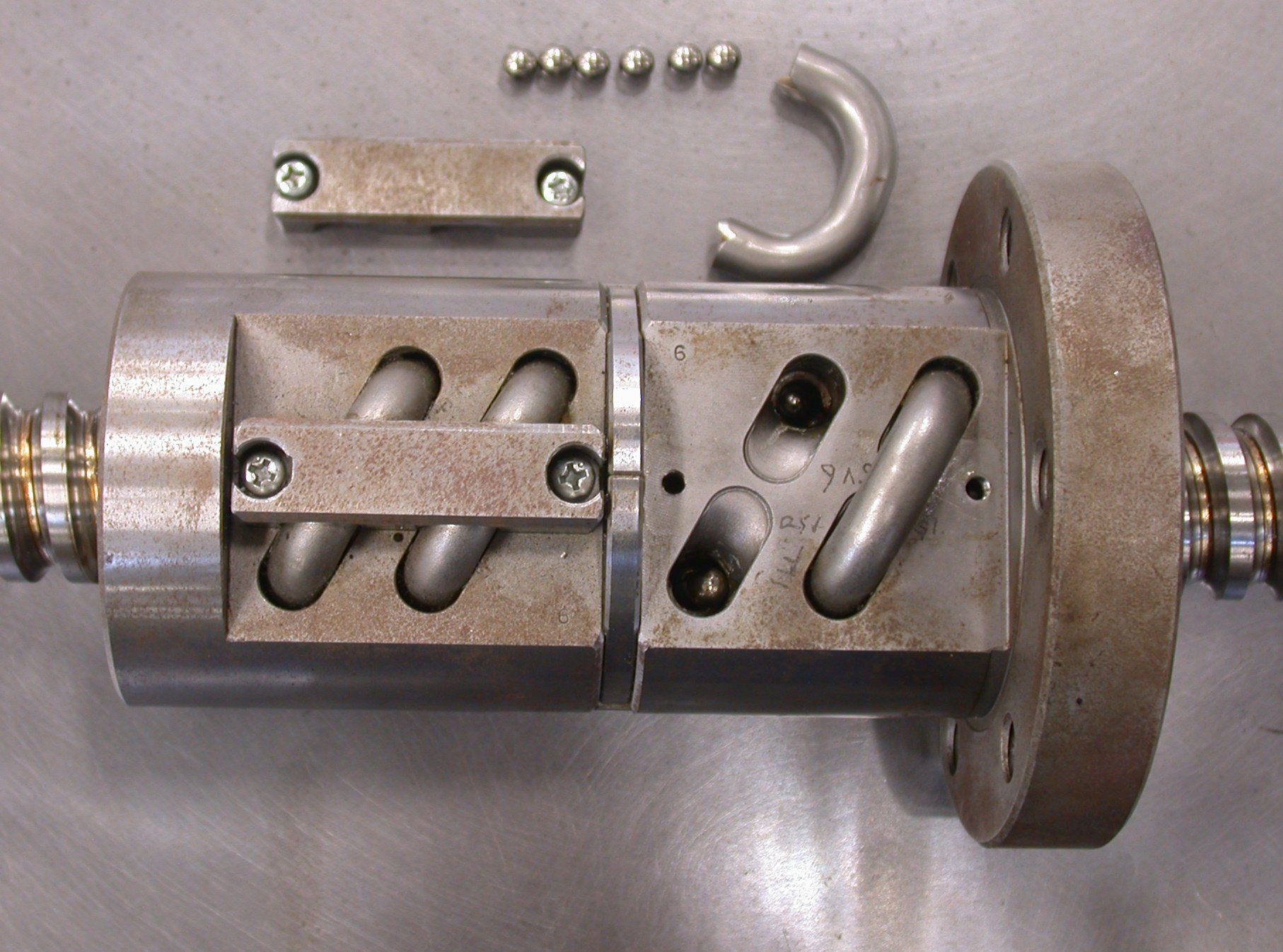
Шариковинтовая передача, с разобранным возвратным каналом

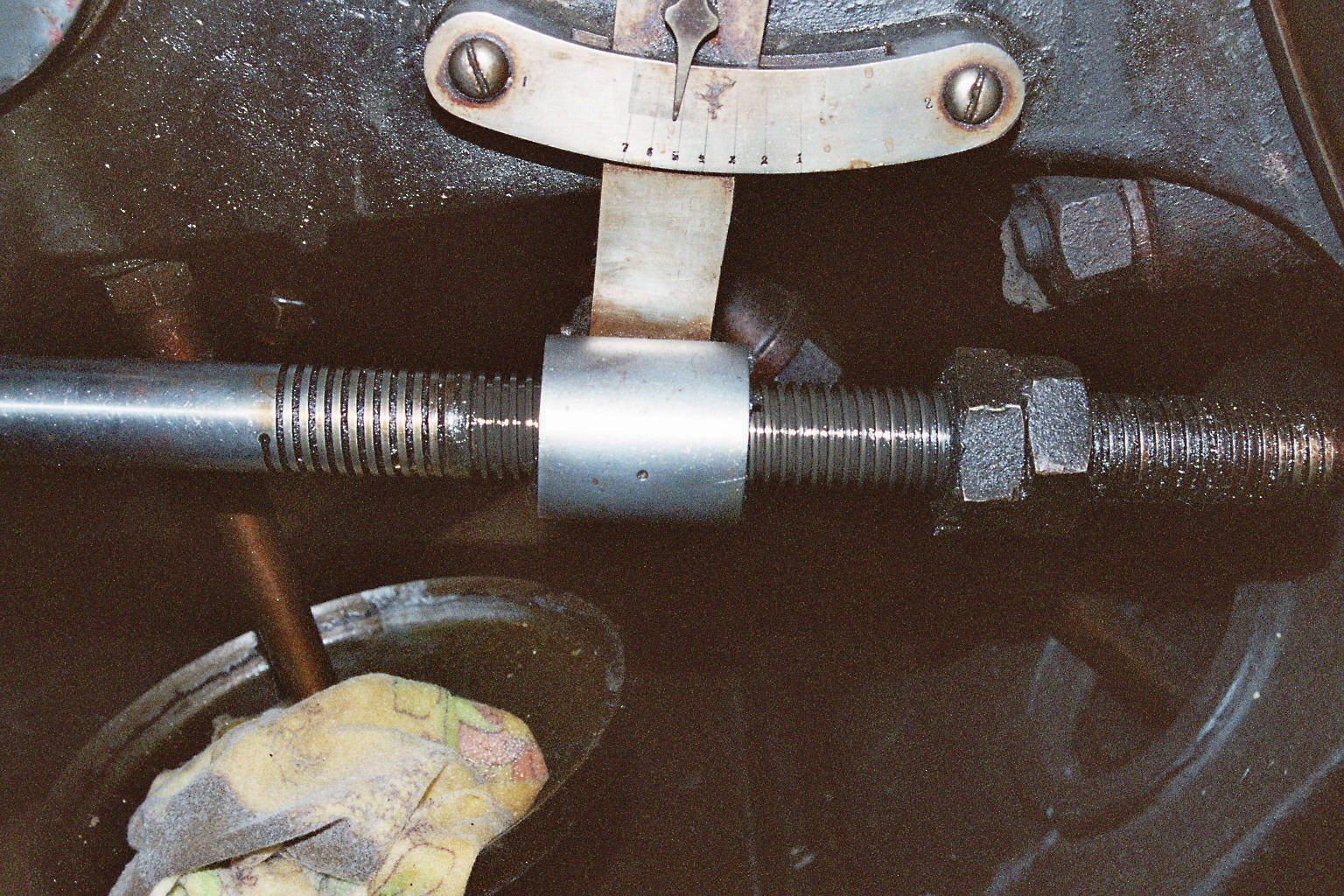
Винтовая передача скольжения

Передача «винт — гайка» — винтовая механическая передача, преобразующая вращательное движение в поступательное, или наоборот. В общем случае она состоит из винта и гайки.
Винтовые передачи делятся на:
- передачи скольжения;
- передачи качения:
  - шариковинтовые передачи качения (ШВП);
  - роликовинтовые передачи качения.

Передаточное отношение ({\displaystyle i}) винтовой передачи равно:
{\displaystyle i={\frac {\pi d}{P_{1}}}},
где {\displaystyle d} — диаметр окружности, по которой перемещается точка приложения силы; {\displaystyle P_{1}} — ход винта, выраженный в метрах. Это передаточное отношение справедливо, если рассматриваются осевая сила и окружная сила, вращающая винт. 
Передаточное отношение между моментом на винте и осевой силой: 
{\displaystyle i={\frac {2\pi }{P_{1}}}}
Это следует из принципа равенства работ осевой силы и момента на винте. 
Ход винта равен:
{\displaystyle P_{1}=P\times n},
где {\displaystyle P} — шаг резьбы; {\displaystyle n} — число заходов резьбы.

## Винтовая передача с возвратно-поступательным движением
Существуют винтовые передачи, осуществляющие циклическое возвратно-поступательное движение исполнительного устройства («гайки») при неизменном вращательном движении приводного вала. У этих передач приводной вал имеет и левую, и правую резьбы с плавными переходами между ними на концах. Резьба гайки вырождается в единственный выступ (штырь, шпонку), скользящий по резьбе вала. Такая винтовая передача применяется, в частности, в небольших принтерах, механизмах укладки каната в барабан и т. п.

## Применение

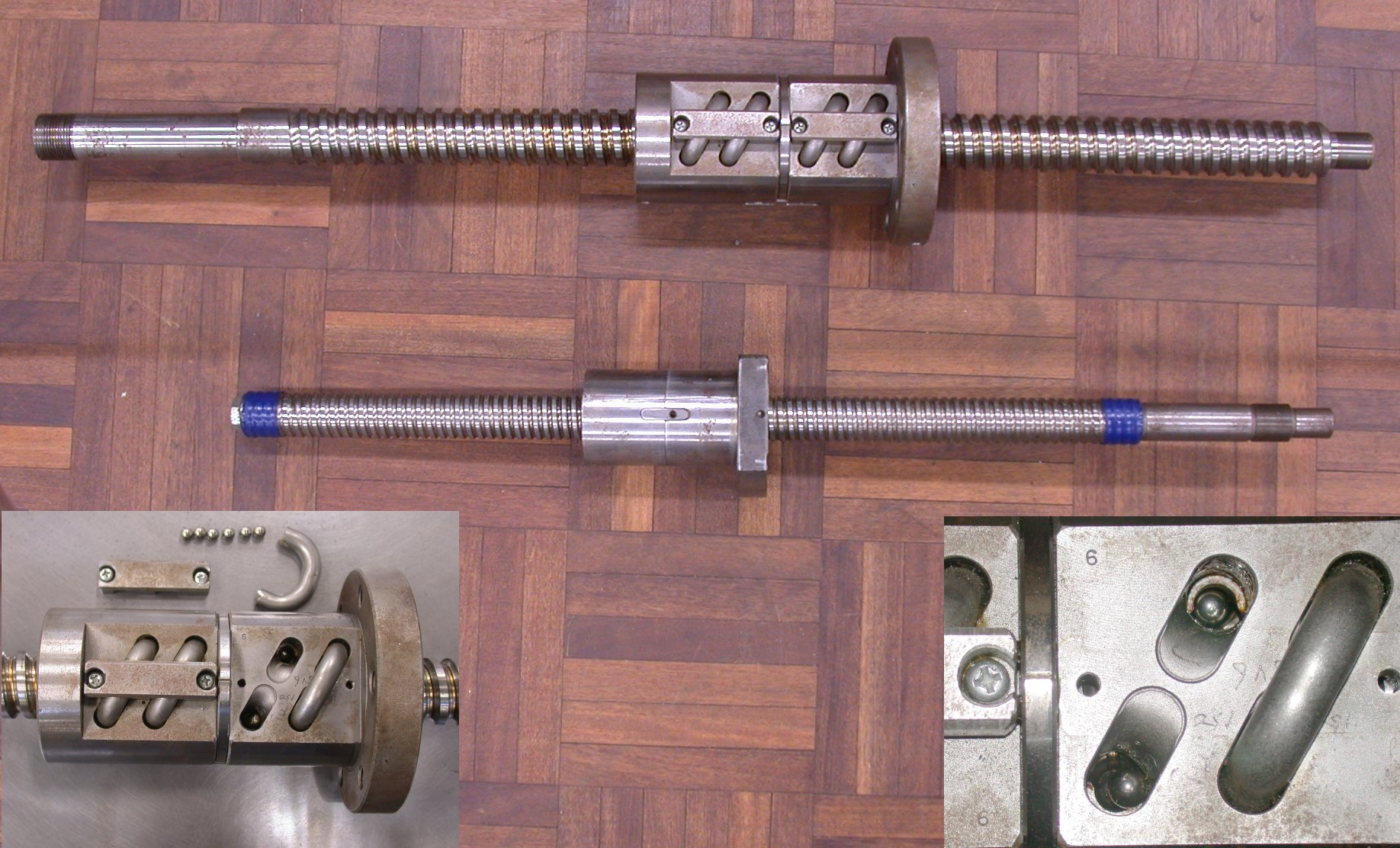
Шариковая винтовая передача

- приводы исполнительных органов (например: металлообрабатывающие станки, кузнечно-прессовое оборудование, в 3Д принтерах отвечают за перемещение по высоте (ось Z ));
- регулировочные винты и болты в машинах и механизмах (например, регулируемые по высоте опоры мебели и оборудования (выкручивающиеся ножки));
- инструменты (слесарные тиски, струбцины, съёмники, штопоры, винтовые домкраты);
- детские игрушки: для запуска юлы и летающего винта.

Пара «болт — гайка» хотя и представляет собой, по сути, винтовую передачу, однако предназначена она не для перемещения, а для закрепления деталей, поэтому относится к соединениям. Аналогично шурупы и винтовые (червячные) металлические хомуты.
Винтовые передачи скольжения с используемыми обычно шагами резьбы винта относятся к самотормозящимся, в норме осевая нагрузка на винт не способна вызвать вращение приводной гайки. В то же время, из-за крайне низкого трения, винтовые передачи качения таким свойством не обладают, что следует учитывать в плане безопасности.